# 카를라 브루니
카를라 질베르타 브루니 테데스키(이탈리아어: Carla Gilberta Bruni Tedeschi, 1967년 12월 23일 ~ )는 이탈리아, 프랑스의 가수, 전직 모델이다. 2008년 2월에 프랑스 대통령 니콜라 사르코지와 결혼했다. 배우 발레리아 브루니 테데스키의 여동생이다.

## 음반 목록
- Quelqu'un m'a dit (2003)
- No Promises (2007)
- Comme si de rien n'était (2008)
- Little French Songs (2013)
- French Touch (2017)

## 출연작
- 1995년: 캣워크 - 본인 역
- 1998년: 파파라치
- 2011년: 이브 생 로랑의 라무르 - 본인 역
- 2011년: 미드나잇 인 파리 - 미술관 가이드 역